# 鮭鱸
鮭鱸為輻鰭魚綱鮭鱸目鮭鱸科的其中一種，分布於北美洲加拿大及美國各大淡水流域，棲息深度10-61公尺，本魚具有一個脂鰭，在背部與臀鰭硬棘中的小軟棘；被有粗糙的櫛鱗，而且延伸到腹鰭基底正後方的胸鰭，鰓耙短又粗，側線幾乎是直的，體灰白色或淡黃色或銀色，有一列大約10個深色的斑點沿著背面的中線分布，魚鰭透明，背鰭硬棘1-3枚，背鰭軟條9-11枚，臀鰭硬棘1枚，臀鰭軟條5-9枚，體長可達20公分。生活在河川及湖泊，屬肉食性，以昆蟲、魚類等為食，可作為觀賞魚或餌魚。